# Коломийський повіт (Королівство Галичини та Володимирії)
Коломийський повіт (нім. Bezirk Kolomea, пол. Powiat kołomyjski) — історична адміністративна одиниця на українських землях, що входила до складу Австро-Угорщини, Західно-Української Народної республіки, Польщі, УРСР і Третього Райху. Адміністративним центром було місто Коломия.

## Історія
Повіт існував у період з 1855 до 1944 року.

### Австро-Угорщина
Утворений у провінції Королівство Галичини та Володимирії Австрійської імперії 29 вересня 1855 р. у складі 24 громад (гмін). У 1867 р. в ході адміністративної реформи до Коломийського повіту приєднано Гвіздецький повіт з 24 громад і Печеніжинський повіт з 26 громад та передано громади Джурків, Добровідка, Жуків, Жукотин, Кам'янка Велика, Лісний Хлібичин і Михалків з ліквідованого Обертинського повіту. Таким чином Коломийський повіт охоплював територію нинішніх Коломийського та частково Городенківського, Снятинського та Тлумацького районів. Адміністративним центром було місто Коломия.
У 1875 р. зведено будинок повітової ради.
Станом на 1879 рік, повіт налічував 84 населені пункти, розподілені по 75 кадастрових кварталах.
У 1880 р. до складу повіту входило 1 місто, 5 містечок, 69 сільських громад і 48 управлінь фільварків.
На території повіту діяли три повітові суди — в Коломиї, Печеніжині та Гвіздці до утворення Печеніжинського повіту в 1898 р.
Подальша історія повіту в наступних державних утвореннях див. Коломийський повіт.